# 1. Internationale Sechstagefahrt

Keswick im Lake District, Schauplatz der 1. Internationalen Sechstagefahrt

Die 1. Internationale Sechstagefahrt fand vom 18. bis 23. August 1913 im britischen Carlisle und im angrenzenden Lake District statt. Es war der erste durch den Weltverband Fédération Internationale des Clubs Motocyclistes (FICM) ausgeschriebene internationale Motorradsport-Wettkampf. Es gewann die britische Mannschaft.

## Wettkampf
Um die Leistungsfähigkeit und Zuverlässigkeit der Motorräder und die Ausdauer der Fahrer zu testen, wurde durch die FICM die Durchführung eines Wettkampfes angedacht. Im Vereinigten Königreich wurde bereits seit 1903 der „Six Days’ Reliability Trial“ durchgeführt. Der Weltverband entschied sich, die Regeln dieses Wettkampfes zu übernehmen und einen internationalen Wettbewerb auszuschreiben. Der Wettbewerb wurde als „First International Touring Trial“ im Rahmen der elften Auflage des britischen Wettkampfes durchgeführt.
Es wurden zwei Nationalmannschaften angemeldet. Für den britischen Verband Auto-Cycle Union starteten W. B. Gibb auf einer Douglas (2 Zylinder, 350 cm³, 2,75 PS), W. B. Little auf einer Premier (1 Zylinder, 499 cm³, 3,5 PS) und Charlie Collier mit einem Matchless-Seitenwagengespann (2 Zylinder, 964 cm³, 8 PS).
Für den französischen Verband Union Motocycliste de France startete Guilloreau auf einer Clement-Gladiator (2 Zylinder, 350 cm³, 2,75 PS), Gabriel ebenfalls auf einer Clement-Gladiator (2 Zylinder, 498 cm³, 4 PS) und Robert Bourbeau und Devaux mit einem Bédélia-Cyclecar (2 Zylinder, 1100 cm³, 8 PS)
Insgesamt waren 162 Fahrer, neben den drei Franzosen nur Briten, angemeldet. Die Briten nahmen gleichzeitig auch am britischen Wettkampf teil.
Gewertet wurden die Motorräder in drei Klassen: 
- Division 1: Motorräder bis 250 cm³ und Mindestgewicht 40 kg, bis 350 cm³ und Mindestgewicht 50 kg, bis 500 cm³ und Mindestgewicht 60 kg, bis 750 cm³ und Mindestgewicht 70 kg, bis 1000 cm³ und Mindestgewicht 80 kg
- Division 2: Motorräder mit Seitenwagen bis 350 cm³ und Mindestgewicht 80 kg, bis 500 cm³ und Mindestgewicht 100 kg, bis 750 cm³ und Mindestgewicht 110 kg, bis 1000 cm³ und Mindestgewicht 120 kg (alle Motorräder mussten über eine Kupplung oder eine vergleichbare Einrichtung verfügen)
- Division 2: Cyclecars mit einem Höchstgewicht von 300 kg, bis 750 cm³ und Mindestgewicht 150 kg, bis 1100 cm³ und Mindestgewicht 175 kg (alle Cyclecars mussten über eine Kupplung und eine Gangschaltung verfügen)

Die Fahrer mussten mindestens 60 Kilogramm wiegen. Notfalls war Ballast mitzuführen.
Die ausgewählten Strecken erwiesen sich für die Fahrzeuge der damaligen Zeit und insbesondere für die Gespanne und Cyclecars als sehr anspruchsvoll. So waren unter anderem Anstiege auf kaum ausgefahrenen Wegen zu bewältigen.

### 1. Tag
Die Strecke am ersten Wettkampftag war 200 Kilometer lang. Sie führte von Carlisle über Penrith, Ambleside, Grasmere, Keswick (Verpflegungspause), Buttermere, Keswick, Dalston zurück nach Carlisle. Es wurde mit einer Fahrzeit von 7 Stunden und 48 Minuten gerechnet. Die Tagesetappe beinhaltete sechs Non-Stop-Sektionen. Für jeden Stopp in einer solchen Sektion erhielt der Fahrer vier Strafpunkte.
Zwölf der 161 gestarteten Fahrer schieden am ersten Fahrtag aus.

### 2. Tag
Die 264 Kilometer lange Strecke führte von Carlisle über Orton, Kendal nach Ingelton (Verpflegung). Zurück ging es über Appleby-in-Westmorland, Glassonby, Gumwhitton und Warwick-on-Eden nach Carlisle. Die Tagesetappe beinhaltete fünf Non-Stop-Sektionen. Die Fahrzeit betrug 9 Stunden und 44 Minuten. Von den 149 gestarteten Fahrern fielen 17 aus.

### 3. Tag
Die Strecke am dritten Tag hatte eine Länge von 236 Kilometer. Von Carlisle führte die Strecke über Mungrisdale, Grasmere, Coniston nach Ulverston (Verpflegung) und zurück über Broughton-in-Furness, Gosforth, Mealsgate nach Carlisle. Es waren drei Non-Stop-Sektionen und ein Flexibility-Trail zu absolvieren. Die Fahrzeit betrug 9 Stunden und 24 Minuten.
Von den 132 gestarteten Fahrern fielen 16 aus.

### 4. Tag
Am vierten Tag waren 274 Kilometer zurückzulegen. Die Strecke führte von Carlisle nach Carlatton, Westgate, Lanchester, Durham (Verpflegung), Wolsingham, Middleton-in-Tessdale, Hallbank Gate zurück nach Carlisle. Die Strecke besaß sechs Non-Stop-Sektionen.
Die Fahrtdauer betrug 10 Stunden. Von den 116 gestarteten Fahrern fielen 10 aus.

### 5. Tag
Am letzten Fahrtag waren 186 Kilometer zu absolvieren. Wieder führte die Strecke von Carlisle aus über Penrith, Kendal, Staveley nach Bowness (Verpflegung) und zurück über Satterthwaithe, Ambleside, Ullswater, Greystoke nach Carlisle. Die Strecke besaß sechs Non-Stop-Sektionen und einen Geschwindigkeitstest.
Die Fahrtdauer betrug 10 Stunden, 50 Minuten. Von den 106 gestarteten Fahrern fielen sieben aus.

### 6. Tag
Am sechsten Tag erfolgte die technische Abnahme der Motorräder. Hierbei musste unter anderem nachgewiesen werden, dass die Motorräder noch in einem fahrbaren Zustand waren.

## Endergebnis
| Platz | Team |
| ----- | --- |
| 1.    | Vereinigtes Königreich William Gibb (Douglas) Billy Little (Premier) Charlie Collier (Matchless-Gespann)   |
| -     | Frankreich Guilloreau (Clement-Gladiator) Gabriel (Clement-Gladiator) Robert Bourbeau und Devaux (Bédélia) |

Von den 161 gestarteten Fahrern erhielten am Ende 51 eine Goldmedaille, 21 eine Silbermedaille und 27 eine Bronzemedaille. 62 Fahrer waren ausgeschieden. Das französische Team war komplett ausgeschieden. In der Division 1 schieden von 120 gestarteten Fahrern 36 aus, in der Division 2 von 32 Fahren 19 und von den neun Cyclecars der Division 3 mussten sieben den Wettbewerb vorzeitig beenden.
Das Ariel-Team (T. C. North, L. Newey, Vernon Busby) gewann die Team-Wertung. Bei den Clubs siegte Westmorland vor Cumberland und Essex.
In der Wertung der Klassen siegten T. C. de la Hay auf Sunbeam in der Division 1, Rex Pearson auf Clyno in der Division 2 und C. M. Keiller auf G.W.K. in der Division 3.